# Wasserhaushalt (Lebewesen)
Der Wasserhaushalt beschreibt die Aufnahme und Abgabe von Wasser in biologischen Systemen wie Zellen, Geweben oder Lebewesen als Ganzes.

## Biologischer Wasserhaushalt
Wasser ist der Hauptbestandteil lebender Zellen. Dabei dient es nicht nur als universelles Lösungsmittel, sondern wird auch im Zellstoffwechsel hergestellt und als Substrat in der Fotosynthese benötigt. Der Wasserhaushalt ist damit ein zentrales Problem lebender Zellen. Grundsätzlich haben die Pflanzen bei der Regulation ihres Wasserhaushaltes etwas andere Mechanismen als Tiere und Menschen.

## Wasserhaushalt bei Tieren
Bei wasserbewohnenden Tieren ist der Wasserhaushalt gekoppelt mit der Regelung des Salzgehaltes in den Geweben.
Hier unterscheiden Zoologen zwei unterschiedliche Strategien: Osmokonforme und Osmoregulierer. Osmokonforme Tiere sind isoton zum umgebenden Meerwasser.
Sie sind häufig unfähig, den Salzgehalt (Osmolarität) ihres Gewebewassers aktiv zu beeinflussen. Zu diesen marinen Lebewesen zählen die Einzeller und viele wirbellose Tiere, wie z. B. Schnecken.
Osmoregulierer haben dagegen Körperflüssigkeiten, die nicht isotonisch zum umgebenden Wasser sind. Sie können deren Osmolarität aktiv beeinflussen.
Dies ist an das Vorhandensein von Ausscheidungsorganen wie Nieren und Nephridien gebunden, wie sie schon Ringelwürmer und Krebse besitzen. Bei Knochenfischen wird das überschüssige Salz auch über die Kiemen an das Umgebungswasser abgegeben.
Osmoregulierer benötigen einen Teil ihrer Stoffwechselenergie für die Osmoregulation. Dies ist der Preis für die Funktionssicherheit des Zellstoffwechsels, der Muskulatur, der Sinne und Nerven.
Landbewohnende Tiere haben bezüglich des Wasserhaushaltes andere Probleme:
Je nach Lebensraum und klimatischen Bedingungen droht ihnen entweder Austrocknung und damit der Tod, oder die Einschränkung ihrer Fortpflanzung, wenn diese wiederum im Wasser stattfindet.
Wie bei den Pflanzen hat die Evolution dazu eine Fülle von Mechanismen entwickelt.
Dazu gehört eine verdunstungshemmende Körperoberfläche mit Fell, Federkleid, Schuppen oder Hornplatten. Zudem verschiedene Wasserrückgewinnungssysteme zur Begrenzung der Feuchtigkeit in der ausgeatmeten Atemluft, das Wasser im Urin oder im Kot.
Bekannt in diesem Sinne ist das Beispiel der australischen Kängururatten, die monatelang nicht trinken müssen, da sie ihren Wasserhaushalt fast völlig aus dem Oxidationswasser der Glucose-  und Fettveratmung decken können.

## Wasserhaushalt beim Menschen

Verteilung des Körperwassers bei einem erwachsenen Mann. Nach Mörike Mergenthaler: Biologie des Menschen. 15. Aufl., ergänzt.

Der Wassergehalt des menschlichen Körpers kann je nach der persönlichen Verfassung entsprechend recht unterschiedlich sein.
Bei untergewichtigen Menschen beträgt er bis zu 70 % des Körpergewichts, während übergewichtige Menschen nur 45 % Wasser enthalten. Er ist also umso niedriger, je größer die Menge des Körperfettes ist. Der Grund liegt darin, dass das Fett dabei der variabelste Körperanteil ist, aber zugleich der wasserärmste Bestandteil.
Wasser nimmt der Körper durch Getränke, durch das in der Nahrung enthaltene Wasser sowie durch Oxidationswasser aus der Verbrennung von Nahrungsstoffen auf.
Der Export von Wasser aus dem Körper erfolgt über Urin, Kot, über die Haut (als Schweiß und durch transepidermalen Wasserverlust) und über die Atemwege. Diese Wasserabgabe ist lebensnotwendig, weil damit Stoffwechselprodukte wie Harnstoff und Salze ausgeschieden werden, aber auch bei hohen Außentemperaturen die Wärmeabgabe aus dem Körperkern möglich wird.
Bei einem erwachsenen Mann rechnet man mit einer minimalen Wasserabgabe von circa 1,5 Litern täglich (davon knapp 1 Liter zu etwa gleichen Anteilen durch Atmung und Verdunstung von der Haut), die durch eine entsprechende Wasseraufnahme ausgeglichen werden muss. Durchschnittlich benötigt er etwa 2 Liter täglich.
Körperflüssigkeit befindet sich in den Zellen, also intrazellulär, aber auch außerhalb der Zellen im Blut und in den Zellzwischenräumen, also extrazellulär und transzellulär, das bedeutet, durch Epithelschichten vom Blut abgetrennt. Dazu zählen die Flüssigkeiten in Magen und Darm, in der Gallenblase in den großen Körperhohlräumen, die Gelenkschmiere und die Gehirnflüssigkeit.
Werden erhöhte Wasserverluste durch Schweiß oder Durchfall nicht rasch ersetzt, steigt der osmotische Wert, die Osmolarität im extrazellulären Bereich an.
Umgekehrt führt erhöhte Wasseraufnahme zu einem Absinken des osmotischen Wertes.
Normalerweise gleicht ein gesunder Organismus jedoch solche kurzfristigen Abweichungen schnell durch Änderungen in der Wasserausscheidung über die Niere aus.
Eine bedeutende Rolle bei dieser Regelung spielt dabei das antidiuretische Hormon und dessen Wirkung auf die Niere.